# とるだけ育休
とるだけ育休とは、育児休業を取得した父親が、ほとんど育児をしないことである。取るだけ育休、名ばかり育休ともいう。

## 概要
男性労働者の育休取得は厚生労働省などが推進しており、その取得率は年々向上してきている。例えば2016年の男性の育休取得率は3.16%だったが、2020年には12.65%まで増加している。その一方で、取得した先の「質」も問われるようになり、質の低い「とるだけ育休」の問題が顕在化してきている。
2019年に日本財団とコネヒト株式会社が実施した調査によると、育休を取得した父親の3人に1人は、1日あたりの家事・育児時間が2時間以下であった。とるだけ育休は母親の負担軽減につながらず、むしろ不満を増やす可能性もあると指摘されており、質の高い育休によって夫婦幸福度が上がるとされる。

## 対策
コネヒトは、育休の質を高めるために、「量的に担当する」「必要なスキルを習得する」「精神的に支える」「主体的な姿勢で取り組む」「休息をとらせる」「十分な期間取得する」「家族との時間を楽しむ」という7つの法則を提言している。さらには、それらを実現するための育休準備のポイントとして、「ママの心身を理解する」「パパのメリットを理解する」「家事育児タスクを理解する」「育休の過ごし方7つの法則を確認する」「夫婦で話し合う」を挙げた。
朝日新聞社は、父親が本格的に育児に向き合えるように、36%が5日未満にとどまる育休の取得日数を増やすことや、男性のための家事・育児教室を開くことなどを提言している。また、日常的に夫婦が子育てや家事を共に担うことが大事であるとしている。
夫婦のメディアサイトPaMarryでは、上記のような育休中の過ごし方について話し合いをした上で、「具体的に家事の分担を明確化する」「産後の体の変化」についても事前に理解することが大事であると言及している。